# Идрисово (Альшеевский район)
Идрисово (баш. Иҙрис) — деревня в Шафрановском сельсовете Альшеевского района Республики Башкортостан России.

## География
Расстояние до:
- районного центра (Раевский): 5 км,
- центра сельсовета (Шафраново): 8 км,
- ближайшей железнодорожной станции (Шафраново): 7 км.

## История
Идрисово — поселение вотчинников Яик-Суби-Минской волости. Первопоселенец — сотник волости Идрис Муашев, который с другим совладельцами вотчины припустил на общинную землю татар во главе со старшиной Максютом Мурзакаевым по договору 14 марта 1760 г. Тогда Идрис был еще жителем д. Чуракаево. И в 1770 г. сотник Идрис Муашев жил в той же деревне. Новая деревня возникла в 70-х годах XVIII в. В 1795 г. Идрисово — 11-дворная деревня с 68 жителями. В 1834 г. в 23 дворах было 183, в 1859 г. в 46 дворах — 276, в 1870 г. в 45 дворах — 268, в 1817 г. в 128 дворах — 717, в 1920 г. в 125 дворах — 612 башкир-вотчинников.
В 1843 г. на 183 человека сеяли 32 пуда озимого, 768 пудов ярового хлеба. В 1917 г. 128 домохозяев имело 494 десятины пашни, в том числе 77 — до 4-х десятин, 33 — до 10, 4 — до 15, еще 4 — свыше 15. 10 из них не занималось земледелием. 33 русских жителя из 3 дворов имело 75 десятины пашни.
До 2008 года - в составе упразднённого Чуракаевского сельсовета.
В 2015 году деревне Идрисово исполнилось 250 лет. Но есть и более ранние факты проживания на этой земле людей.

## Население
| 2002 | 2009 | 2010 |
| ---- | ---- | ---- |
| 445  | ↗500 | ↘389 |

## Инфраструктура
В деревне имеется медпункт, дом культуры с библиотекой. Школа закрыта, детский сад закрыт.

## Памятник
К 50-летию Победы в Великой Отечественной войне в деревне установлен мемориал.

## Религия
В деревне есть мечеть.